# Skiathos (Stadt)
Die Stadt Skiathos (griechisch Σκιάθος (f. sg.), Aussprache [ˈskʲaθɔs]) ist der Verwaltungssitz und Hauptort der gleichnamigen griechischen Inselgemeinde Skiathos in der Region Thessalien. 

## Kultur und Geschichte
Nach der Volkszählung von 2011 hatte die Stadt 4.883 Einwohner und damit 80 Prozent der Inselbevölkerung. Skiathos wird erstmals von Herodot im Zusammenhang mit der Schlacht bei Artemision im Jahre 480 v. Chr. erwähnt. Spärliche Reste der antiken Stadt wurden seit 1830 – nach dem Ende der türkische Besatzung und dem Beitritt zur Ersten Hellenischen Republik, überbaut. Die Stadt hat zwei Hafenbecken, wobei der alte Hafen für Ausflugsboote und Fischer genutzt wird, der neue Hafen Autofähren vorbehalten ist. Die Halbinsel Bourtzi ist der Mittelpunkt für kulturelle Veranstaltungen. Die Stadt ist auf Tourismus ausgerichtet und bietet eine Vielzahl privater Zimmer wie Hotels sowie Tavernen an. Skiathos hat ein kleines Inselkrankenhaus, das jedoch keine großen Operationsmöglichkeiten hat. Die Hauptkirche der Stadt ist die Kathedrale Trion lerarchon von 1846. Der Schriftsteller Alexandros Papadiamantis (1851–1911) wurde auf Skiathos geboren, sein Wohnhaus beherbergt heute das Papadiamantis-Museum.      
Von Skiathos verläuft Richtung Süden die einzige etwa 18 km lange und ausgebaute Straße der Insel nach Koukounaries. Der Flughafen Alexandros Papadiamantis, nördlich der Stadt, verbindet die Insel mit Linien- und Charterflügen mit europäischen Städten.

## Entwicklung der Einwohnerzahl
| Jahr | Zahl |
| ---- | ---- |
| 1981 | 4129 |
| 1991 | 5096 |
| 2001 | 6160 |
| 2011 | 4883 |

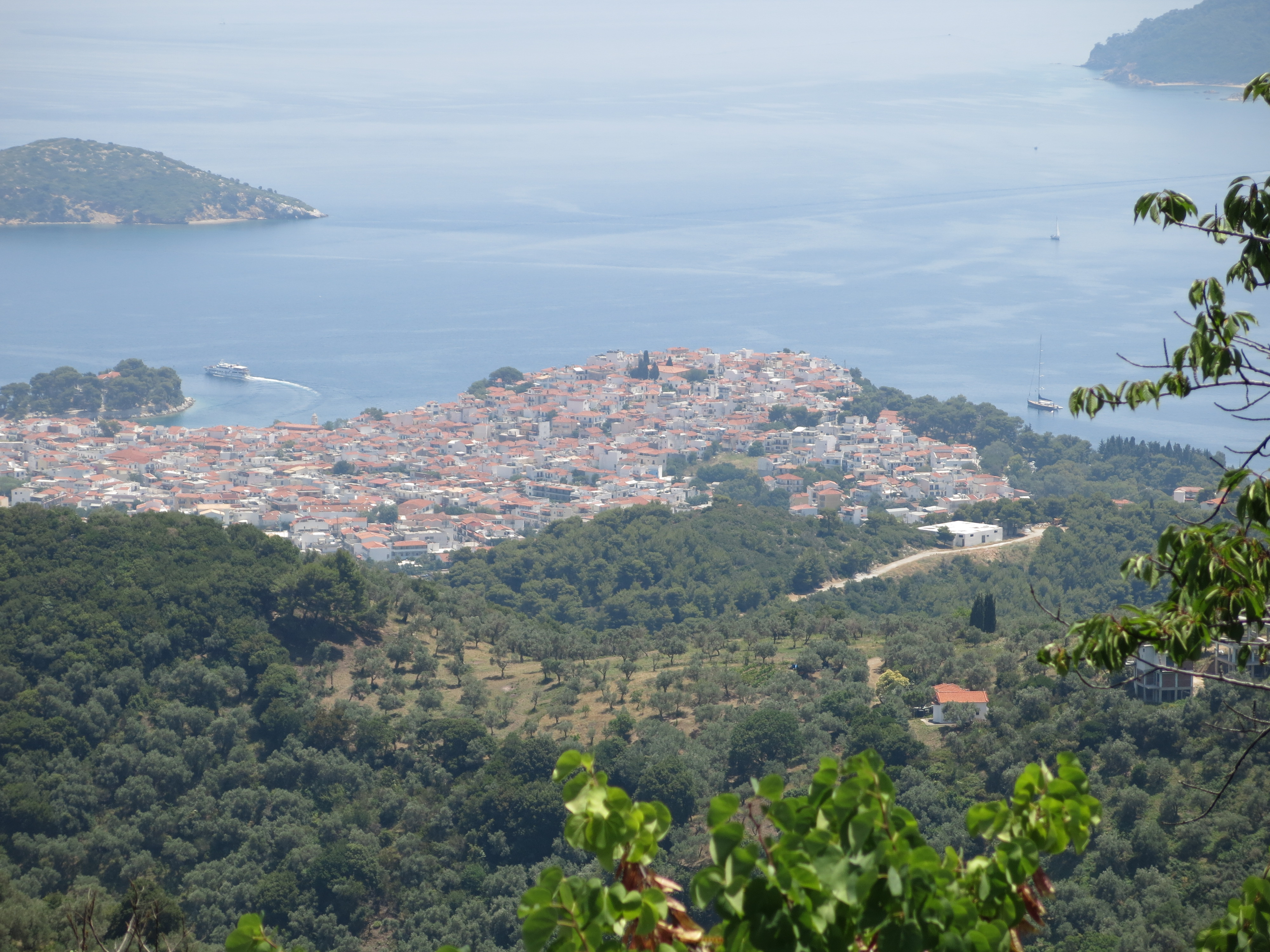
Blick auf die Stadt
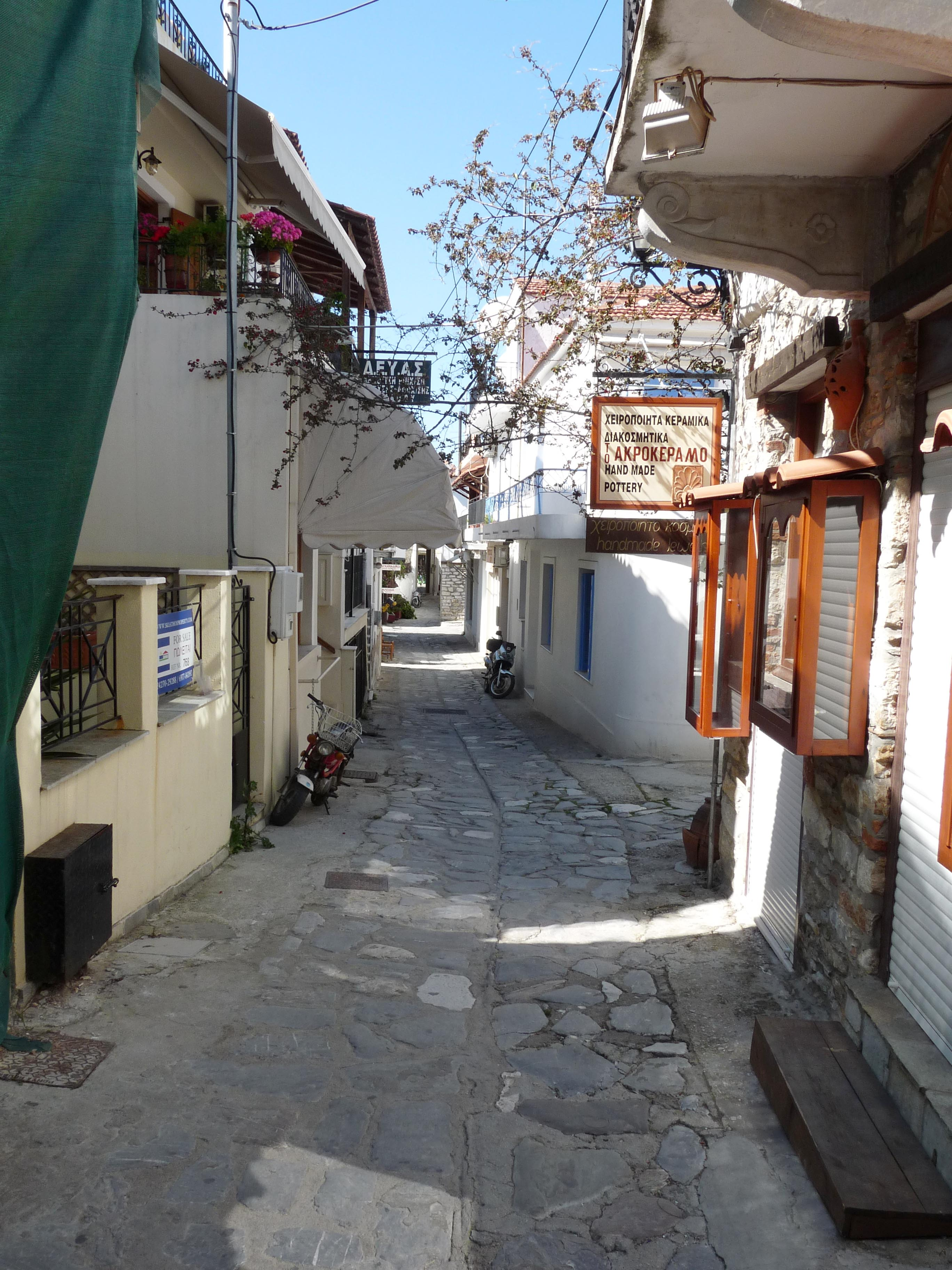
Typische Nebenstraße in Skiathos
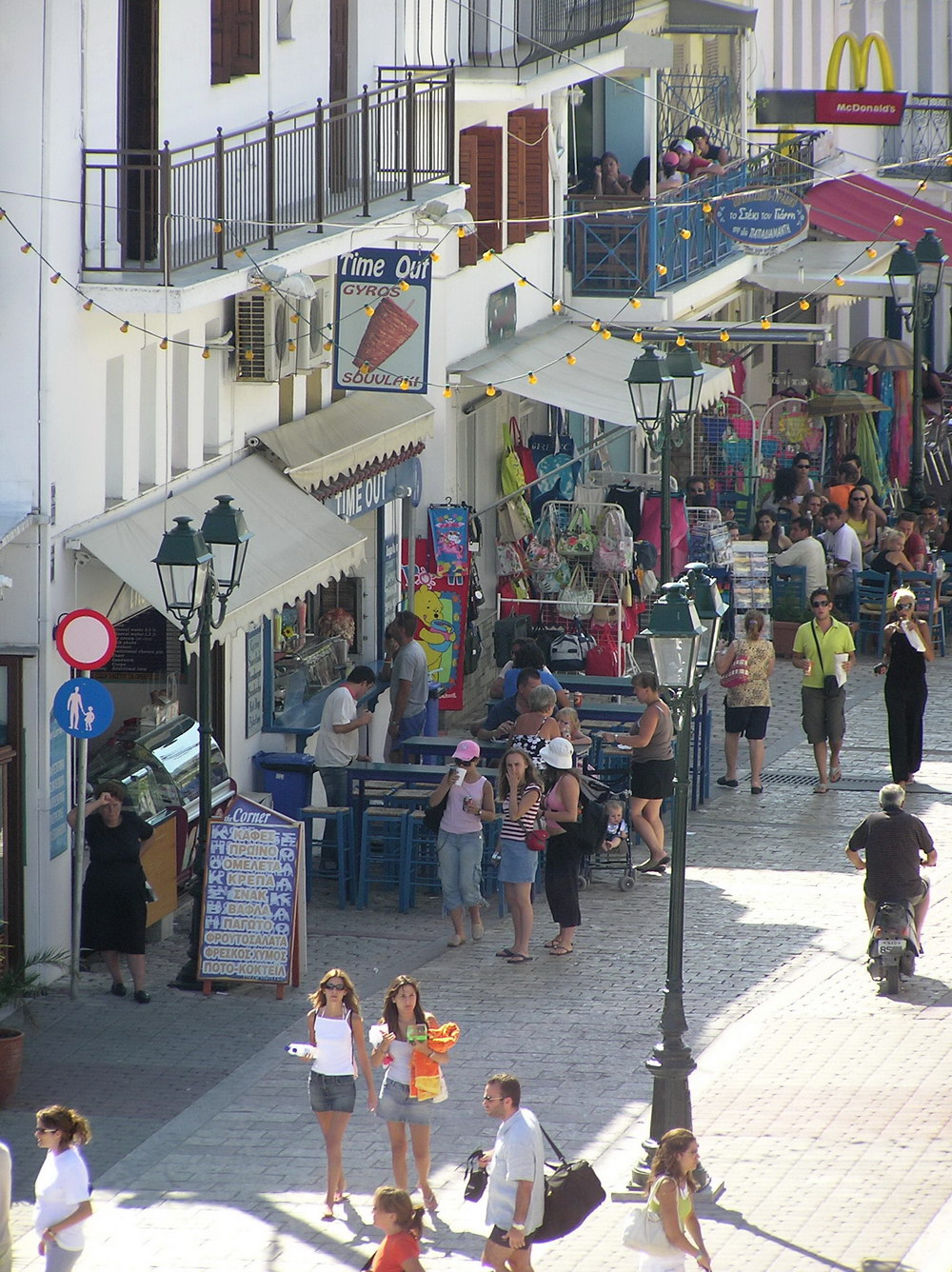
Odos Papadiamanti
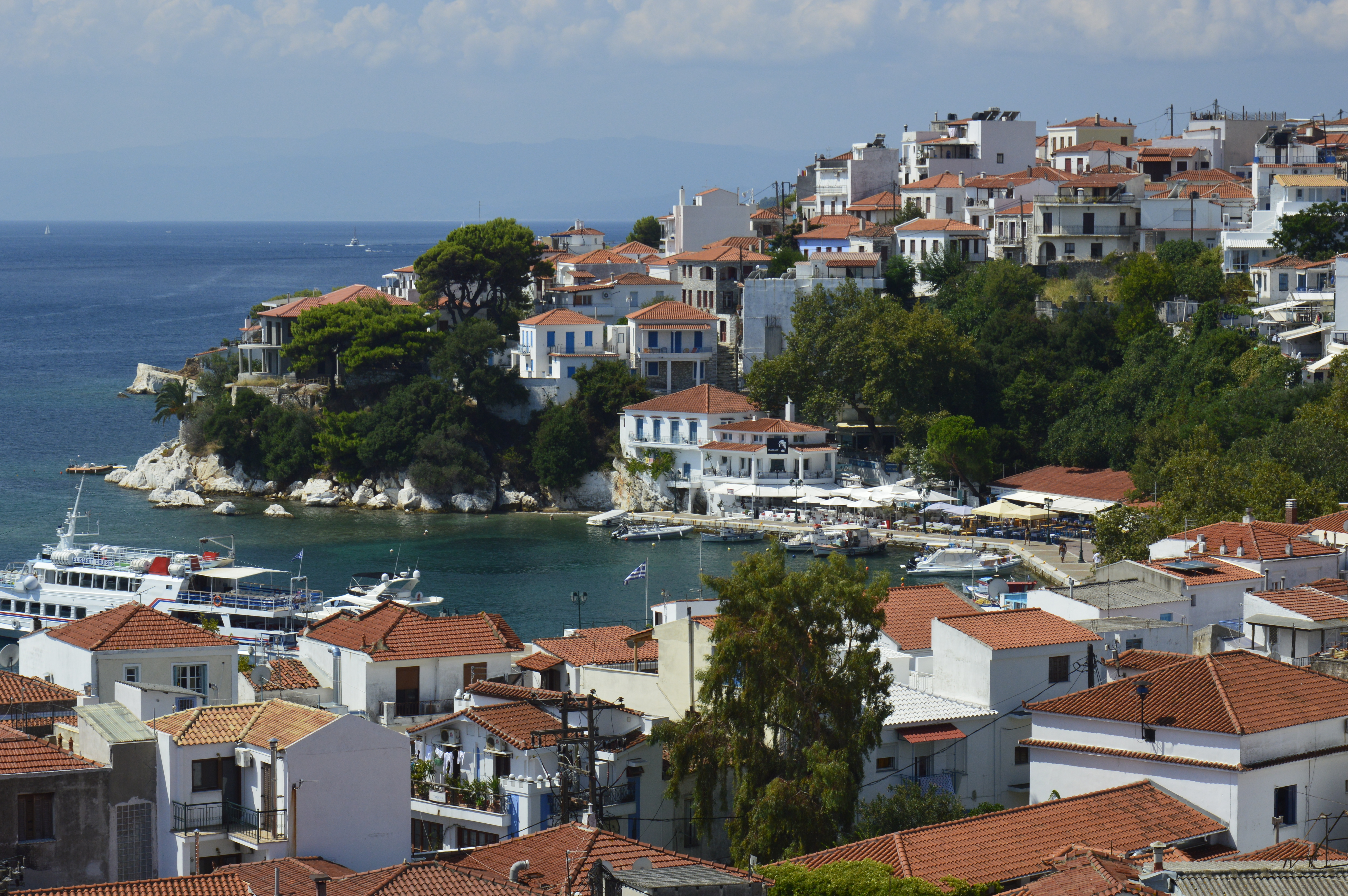
Blick auf den alten Hafen
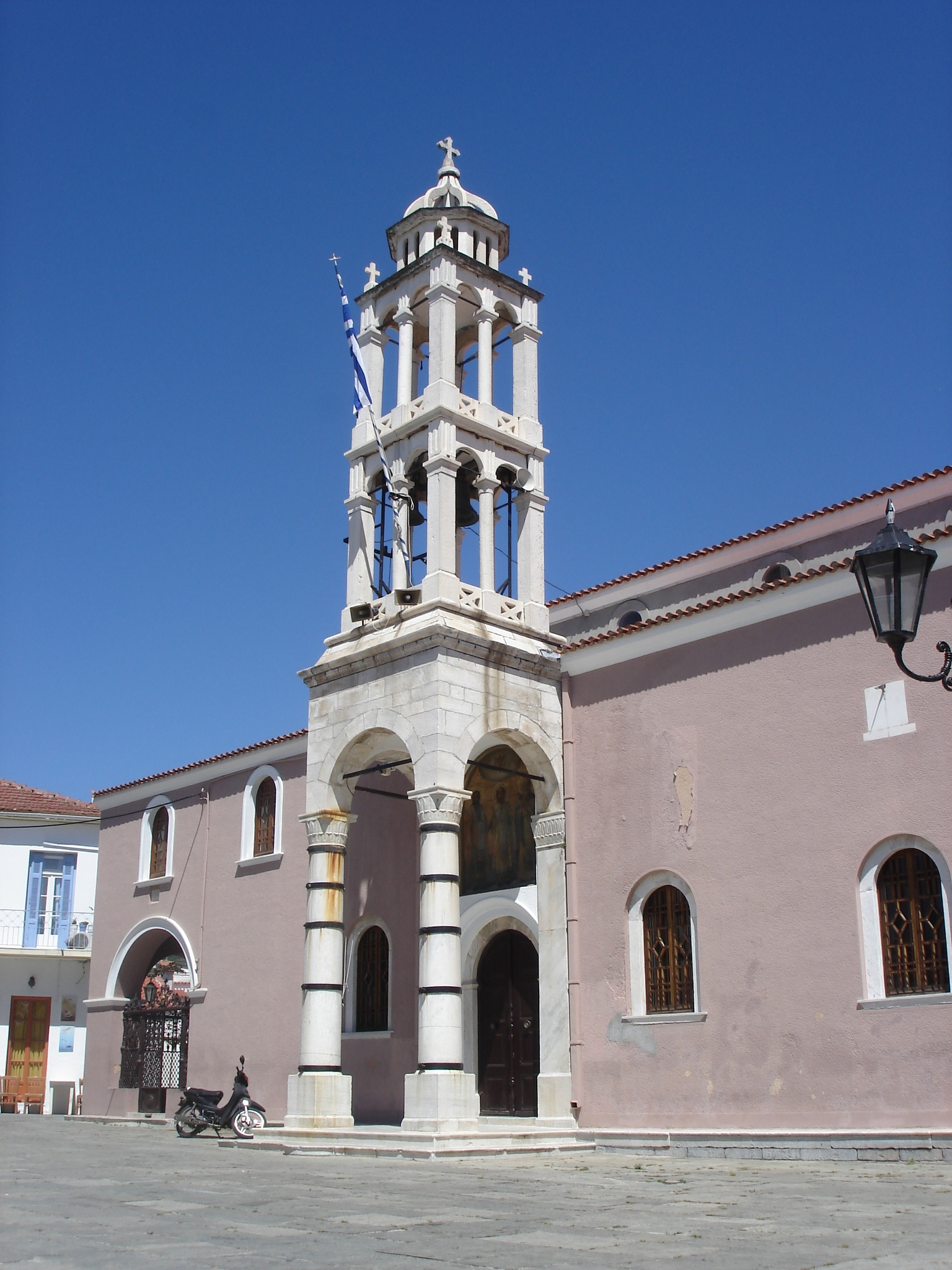
Kathedrale Trion lerarchon